# Dyer (Nevada)
Dyer – jednostka osadnicza w Stanach Zjednoczonych, w stanie Nevada, w hrabstwie Esmeralda.